# Supercoppa russa 2018 (pallavolo femminile)
La Supercoppa russa 2018 si è svolta l'8 dicembre 2018: al torneo, dedicato alla memoria della pallavolista Militija Kononova, hanno partecipato due squadre di club russe e la vittoria finale è andata per la seconda volta consecutiva alla Dinamo Mosca.

## Regolamento
Le squadre hanno disputato una gara unica, valida peraltro anche per la quinta giornata di regular season del campionato 2018-19.

## Squadre partecipanti
| Squadra      | Qualificazione                  | Ultima partecipazione |
| ------------ | ------------------------------- | --------------------- |
| Dinamo Mosca | Vincitrice Superliga 2017-18    | Supercoppa russa 2017 |
| Dinamo-Kazan | Vincitrice Coppa di Russia 2017 | Supercoppa russa 2017 |

## Torneo
| 8 dicembre 2018 Dvorec sporta Dinamo, Mosca Durata: 1h:44 - Spettatori: ? | Dinamo Mosca | 3 - 1 | Dinamo-Kazan | 25-16, 22-25, 25-17, 25-22 |